# 脳神経
脳神経（のうしんけい、ラテン語: Nervus Cranialis）とは、脊椎動物の神経系に属する器官で、脳から直接出ている末梢神経の総称。これに対し、脊髄から出ている末梢神経のことを脊髄神経と呼ぶ。
ヒトなどの哺乳類や、その他爬虫類、鳥類などの脳神経は、主なものだけで左右12対存在し、それぞれには固有の名称が付けられている。また、この名前とは別に、神経が脳と接続されている部位（脳から出る部位）によって、頭側から尾側の順になるように付けられた番号でも呼ばれる。脳神経の番号はローマ数字で表すことが多い。

## 脳神経一覧
| 番号による名称 | 解剖学的名称 | 機能学的分類 | 役割                                                         |
| -------------- | ------------ | ------------ | ------------------------------------------------------------ |
| 第I脳神経      | 嗅神経       | 知           | 嗅覚                                                         |
| 第II脳神経     | 視神経       | 知           | 視覚                                                         |
| 第III脳神経    | 動眼神経     | 運、副       | 眼球運動（外眼筋・瞳孔括約筋・毛様体筋）                     |
| 第IV脳神経     | 滑車神経     | 運           | 眼球運動（上斜筋）                                           |
| 第V脳神経      | 三叉神経     | 運、知       | 顔面・鼻・口・歯の知覚、咀嚼運動                             |
| 第VI脳神経     | 外転神経     | 運           | 眼球運動（外直筋）                                           |
| 第VII脳神経    | 顔面神経     | 運、知、副   | 表情筋の運動、舌前2/3の味覚、涙腺や唾液腺の分泌              |
| 第VIII脳神経   | 内耳神経     | 知           | 聴覚、平衡覚、（前庭神経、蝸牛神経）                         |
| 第IX脳神経     | 舌咽神経     | 運、知、副   | 舌後1/3の知覚、味覚、唾液腺の分泌                            |
| 第X脳神経      | 迷走神経     | 運、知、副   | 頭部や頸部，胸部，腹部（骨盤を除く）の内臓の知覚・運動・分泌 |
| 第XI脳神経     | 副神経       | 運           | 胸鎖乳突筋・僧帽筋の運動                                     |
| 第XII脳神経    | 舌下神経     | 運           | 舌筋の運動                                                   |

- 機能学的分類の略称　知：知覚神経、運：運動神経、副：副交感神経
- 脳神経は第I〜第XII神経まで存在し、第III脳神経〜第XII脳神経までは脳幹から発生しているが発生元の部位が異なる。第III、第IV脳神経は中脳、第V〜第VIII脳神経は橋、第IX〜第XII脳神経は延髄から、それぞれ発生している。第VII脳神経以降を特に下位脳神経と呼ぶが[1]、下位脳神経障害と表現したときは第IX〜第XI脳神経の障害を主に指す[2][3]。
- 嗅神経と視神経は厳密には中枢神経の延長であるが、歴史的に末梢神経に含めて考えられている。
- この12対が、脳から出る神経のすべてというわけではない。終神経、鋤鼻神経など、上記の12対に含まれない脳神経も存在する。人間では退化しているが動物ではよく発達しており、フェロモンを感じ取る役目があるといわれている。
- 魚類、両生類の脳神経は10対であるとされる。

## 脳神経障害関連疾患
第I脳神経
嗅神経は障害されると嗅覚障害を生じる。例えば転落や後頭部打撲などによる外傷や、髄膜炎などの炎症性疾患、嗅神経溝髄膜腫などの脳腫瘍が原因となることが多い。
第II脳神経
視神経は障害されると視覚異常が生じる。
両側の神経が完全に傷害されると全盲になる。しかし、部分的障害によっても多様な視覚障害が生じる。原因疾患としては視交叉を圧迫する下垂体腺腫や脳血管障害が多い。その場合障害部位にもよるが、両耳側性半盲（視交叉の外側からの圧迫による）、同名半盲（視放線の障害による）などが生じる。
第III脳神経
動眼神経の麻痺により対光反射、輻輳反射の消失が生じる。また外側直筋、上斜筋以外の眼筋麻痺による複視もよく起きる。原因疾患としては脳動脈瘤（特に内頸動脈―後交通動脈分岐部、脳底動脈―上小脳動脈分岐部に生じたもの）、脳腫瘍、脳梗塞、糖尿病が多い。
第V脳神経
三叉神経の麻痺により顔面の知覚が消失する。また、咬筋の麻痺が起こる。
第VI脳神経
外転神経麻痺は動眼神経と同調して起こることもあるが、動眼神経や滑車神経に比べて走行する距離が長いため、外転神経単独の麻痺は頻度が高い。動眼神経と同様眼球運動に障害が生じる。ただしこの場合、支配筋である外直筋の麻痺により文字通り眼球外転運動に障害が生じ、障害側の眼球は内転位をとることが多い。
第VII脳神経
顔面神経の麻痺はその支配域の筋に影響するので、顔面の表情に影響する。また顔面神経の支配域は舌にも及んでいるので、味覚にも障害が出る。原因疾患としては最も頻度の高いのがベル麻痺（末梢性顔面神経麻痺）と脳血管障害（中枢性顔面神経麻痺）である。聴神経腫瘍摘出手術の際に障害される例もある。
第VIII脳神経
内耳神経（聴神経）の障害は前庭神経の場合平衡感覚の消失、蝸牛神経の場合は内耳神経の文字通り聴覚に障害が生じる。
第IX脳神経
味覚障害が生じる。ただし、顔面神経が舌の前部2/3に分布しているのに対し、舌咽神経が舌後部1/3に分布しているので、舌の全ての味覚が障害されるわけではない（※詳しくは、専門書を参考にされたし）。舌咽神経が単体で障害を生じることは非常に稀で、通常では近位迷走神経障害（第X脳神経）を伴う。
第X脳神経
迷走神経は、中枢、末梢ともに広範囲に渡って分布する。したがって、迷走神経の障害は、傷害される部位によって問題となる状態も異なってくる。内臓に走行する内臓枝がなんらかの傷害された場合、消化管の蠕動運動に障害が生じることがある。また、中枢に近い場所で障害されると、嚥下困難、嘔吐反射障害が生じることがある。これを球麻痺と呼ぶ。
第XI脳神経
副神経単独の障害は非常にまれで、第IX、X、XII脳神経の障害を伴うことが多い。
第XII脳神経
舌下神経は迷走神経に同じく、嚥下反射、嘔吐反射に関与している。したがって、舌下神経傷害はこれらに相当するいずれの反射にも障害が生じる。
なお、延髄が生命維持活動に最低限必要な構造であるといわれる所以は、延髄起始とするこれらの神経が、以上のようにいずれも呼吸、制吐、嘔吐、循環に関与しているからである、と考えられる。